# Armand Marie
Pour les articles homonymes, voir Marie.
Armand Marie est un ancien maire de Caen. Il a effectué un seul mandat à ce poste entre le 7 décembre 1919 et 15 mai 1925. Une rue porte son nom dans le quartier de la Grâce de Dieu.

## Biographie
Il est né à Authie le 8 août 1860. Il devient entrepreneur dans les travaux publics. Il est membre de la chambre de commerce de Caen où il est rapporteur et trésorier. Il quitte son poste de trésorier de la chambre de commerce après son élection à la mairie de Caen.
Il est nommé chevalier de la légion d'honneur en septembre 1920.
De son vivant, et malgré de multiples protestations, son nom est donné à une voie de la cité-jardin de la route d'Harcourt le 10 juillet 1931.
Il est enterré au cimetière Saint-Gabriel à Caen.

## Action municipale
Il se présente en décembre 1919 sur la liste d'union républicaine pour la mairie de Caen.  Lors du conseil municipal du 7 décembre 1919, il est élu à la fonction de maire à l'unanimité des voix ; il termine son allocution par cette phrase « la politique sera bannie des délibérations municipales ».